# Calcivertellinae
Calcivertellinae es una subfamilia de foraminíferos bentónicos de la familia Cornuspiridae, de la superfamilia Cornuspiroidea, del suborden Miliolina y del orden Miliolida. Su rango cronoestratigráfico abarca desde el Serpukhoviense (Carbonífero inferior) hasta el Changhsingiense (Pérmico superior).

## Discusión
Clasificaciones más recientes incluyen Calcivertellinae en la familia Calcivertellidae de la superfamilia Nubecularioidea.

## Clasificación
Calcivertellinae incluye a los siguientes géneros:
- Apterrinella †
- Calcitornella †
- Calcivertella †
- Carixia †
- Hedraites †
- Planiinvoluta †
- Plummerinella †
- Ramovsia †
- Tansillites †
- Trepeilopsis †

Otros géneros considerados en Calcivertellinae son:
- Dorudia †, aceptado como Ramovsia
- Orthovertella †
- Palaeonubecularia †
- Pseudovermiporella †
- Volvotextularia †, aceptado como Trepeilopsis